# 長沢光国
長沢 光国（ながさわ みつくに）は、戦国時代から安土桃山時代にかけての武将。上杉氏の家臣。

## 出自
長沢氏は鎌倉時代に土着した越中国の国人で婦負郡長沢を本貫としている。清和源氏土岐氏の支族と称した。南北朝時代には桃井直常に従っている。その後室町幕府奉公衆に転じた一族もいた。戦国時代に、長沢氏は氷見地方に勢力を持ち、現在の氷見市にある海老瀬城主として長沢善慶なる者の名が伝わっており光国はその一族と考えられる。氷見市の真言宗上日寺には光国が元亀3年（1572年）に寄進した石仏群が遺っている。

## 略歴
天正年間に至り上杉謙信の勢力が越中西部に及んでくると、光国は臣従して能越国境の要衝湯山城（森寺城）を守備した。天正4年（1576年）、光国は上杉軍の能登国平定に従軍し、七尾城落城後も抵抗を続ける能登畠山氏庶流・松波義親の籠る松波城を攻め落とす功をあげ、同国穴水城将となる。
天正6年（1578年）、上杉謙信が急死すると、織田信長の命で能登に侵攻してきた長連龍を撃退するも、畠山旧臣の温井景隆・三宅長盛らが離反する。光国は彼らと戦い石動山で子・七次郎と共に討死した。